# Shinmachi-shuku

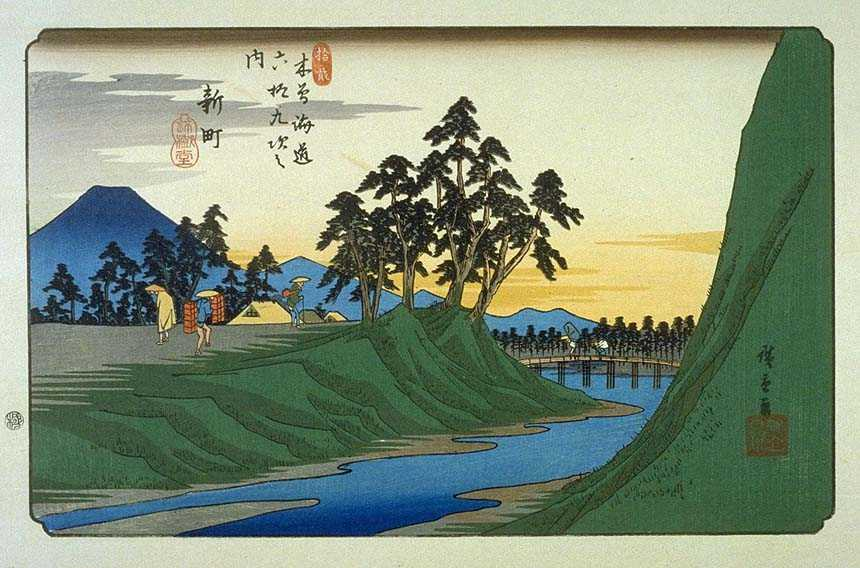
Shinmachi-shuku, estampe de Hiroshige de la série Les Soixante-neuf Stations du Kiso Kaidō.

Shinmachi-shuku (新町宿, Shinmachi-shuku) était la onzième des soixante-neuf stations du Nakasendō. Elle se trouve dans la ville moderne de Takasaki, préfecture de Gunma au Japon.

## Histoire
Bien que Shinmachi-shuku soit la onzième station du Nakasendō, elle fut en fait la dernière à être établie.

## Stations voisines
Nakasendō
Honjō-shuku – Shinmachi-shuku – Kuragano-shuku